# Công quốc Urbino
Công quốc Urbino là một nhà nước có chủ quyền ở miền bắc Ý.
Các lãnh chúa đầu tiên của Urbino là Nhà Montefeltro vốn được Hoàng đế Frederick II phong tước hiệu bá tước vào năm 1213. Công tước đầu tiên là Oddantonio tiếp nhận tước hiệu từ Giáo hoàng Êugêniô IV vào năm 1443. Vùng lãnh thổ của công quốc chiếm khoảng một phần phía bắc ngày nay là vùng Marche: cương giới của nó giáp với biển Adriatic ở phía đông, Cộng hòa Florence ở phía tây và Lãnh thổ Giáo hoàng ở phía nam.
Thủ đô của công quốc được chuyển đến Pesaro vào năm 1523. Sau một thời gian ngắn nằm dưới quyền cai trị của Cesare Borgia vào năm 1502–08, lãnh địa công tước đã thuộc về gia tộc của Giáo hoàng là Nhà della Rovere nắm giữ cho đến năm 1625 thì bị Giáo hoàng Urbanô VIII sáp nhập vào lãnh thổ của mình thành Legazione del Ducato di Urbino (sau là Legazione di Urbino).
| Tên                                            | Sinh                | Trị vì     | Mất                 | Vợ                                      |
| ---------------------------------------------- | ------------------- | ---------- | ------------------- | --------------------------------------- |
| Federico II da Montefeltro                     |                     | 1364–1370? | 1370?               | Teodora Gonzaga                         |
| Antonio II da Montefeltro                      | 1348                | 1363–1404  | 29 tháng 4, 1404    | Agnesina dei Prefetti di Vico           |
| Guidantonio da Montefeltro                     | 1377                | 1403–1443  | Tháng 2, 1443       | Ringarda Malatesta; Caterina Colonna    |
| Oddantonio da Montefeltro được phong Công tước | 1428                | 1443–1444  | 22 tháng 7, 1444    | Isotta d'Este                           |
| Federico III da Montefeltro                    | 7 tháng 6, 1422     | 1444–1482  | 10 tháng 9, 1482    | Gentile Brancaleoni; Battista Sforza    |
| Guidobaldo da Montefeltro                      | 17 tháng 1, 1472    | 1482–1502  | 10 tháng 4, 1508    | Elisabetta Gonzaga                      |
| Cesare Borgia                                  |                     | 1502–1503  |                     | Charlotte xứ Albret, Phu nhân xứ Châlus |
| Guidobaldo da Montefeltro                      | 17 tháng 1, 1472    | 1503–1508  | 10 tháng 4, 1508    | Elisabetta Gonzaga                      |
| Francesco Maria I della Rovere                 | 22 tháng 3, 1490    | 1508–1516  | 20 tháng 10, 1538   | Eleonora Gonzaga                        |
| Lorenzo II de' Medici                          | 12 tháng 9, 1492    | 1516–1519  | 4 tháng 5, 1519     | Madeleine de la Tour d'Auvergne         |
| Francesco Maria I della Rovere                 | 22 tháng 3, 1490    | 1521–1538  | 20 tháng 10, 1538   | Eleonora Gonzaga                        |
| Guidobaldo II della Rovere                     | 2 tháng 4, 1514     | 1538–1574  | 28 tháng 9, 1574    | Giulia da Varano; Vittoria Farnese      |
| Francesco Maria II della Rovere                | 10 tháng 2, 1549    | 1574–1621  | 23 tháng 4 năm 1631 | Lucrezia d'Este; Livia della Rovere     |
| Federico Ubaldo della Rovere                   | 16 tháng 5 năm 1605 | 1621–1623  | 28 tháng 6 năm 1623 | Claudia de' Medici                      |
| Francesco Maria II della Rovere                | 10 tháng 2, 1549    | 1623–1625  | 23 tháng 4 năm 1631 | Livia della Rovere                      |